# (17376) 1981 EQ4
A (17376) 1981 EQ4 a Naprendszer kisbolygóövében található aszteroida. Schelte J. Bus fedezte fel 1981. március 2-án.